# Отверджувач
Отве́рджувач (англ. curing agent, рос. отвердитель) — речовина, що спричиняє тверднення реактивних олігомерів (або мономерів). За характером дії є кореактантом полімеризації, коли своїми функційними групами реагує з олігомером, входячи в полімерний скелет. Це поліфункційна сполука, вибір природи функцій в якій визначається типом отверджуваного олігомера (наприклад, діаміни є отверджувачами епоксидних смол).
З точки зору хімізму дії не зовсім виправдане поширення терміна на каталізатори отвердження, які пришвидшують процес полімеризації (наприклад, імідазоли), а також на ініціатори отвердження, які діють при полімеризації ненасичених сполук.
Можливий синонім — отвердники.